# Бочко, Стивен
Стивен Бочко (англ. Steven Bochco; 16 декабря 1943 — 1 апреля 2018) — американский телевизионный сценарист и продюсер, лауреат десяти премий «Эмми».
Бочко стал одним из наиболее успешных телевизионных продюсеров в 1980—1990-х годов  и за свою карьеру выпустил более сорока проектов. Он поднялся на видное место после выпуска полицейской мыльной оперы «Блюз Хилл стрит» (1981—1987) (благодаря студии Мэри Тайлер Мур), одной из наиболее часто отмечавшейся премией «Эмми» программы в истории телевидения. Шоу, сочетающее в себе реалистичный показ деятельности полицейских и исключение шаблонной процедурности, взамен элементам мыльных опер, стало в итоге эталоном для более поздних полицейских драм.
Бочко хорошо известен благодаря созданию длительных сериалов «Закон Лос-Анджелеса» (1986—1994) и «Полиция Нью-Йорка» (1993—2005). Оба проекта, так же, как и «Блюз Хилл стрит», выигрывали Премию «Эмми» за лучший драматический сериал. Хотя Бочко и имел в своем послужном списке ряд хитов и умеренно успешных шоу, он также известен как создатель провального мюзикла о полицейских, Cop Rock (1990) для ABC, который был снят с эфира спустя несколько недель и назван одним из худших шоу в истории телевидения.